# Chevrolet Captiva
Chevrolet Captiva (numit C100) este un crossover SUV dezvoltat de către centrul de proiectare General Motors din Incheon, Coreea de Sud, fiind bazat pe platforma GM Theta. Conceptul Chevrolet S3X/T2X|S3X, de la care deriva Captiva, a fost prezentat la  Paris Motor Show din 2004, iar modelul de producție fiind prezentat la Geneva Motor Show în 2006, iar lansarea în producție s-a făcut în iulie 2006.
Captiva este disponibil pe piețele din Asia, Europa, Orientul Mijlociu și America de Sud sub numele Chevrolet Captiva. În Australia, Captiva este vândut ca Holden Captiva. Opel Antara, un derivat al lui Captiva, va fi disponibil în America de Nord în 2008, sub titulatura de a doua generație a lui Saturn VUE.
Două motoare sunt diponibile pentru Captiva, unul de 2 litri în 4 cilindri cu o putere de 150 hp (112 kW), common rail turbodiesel și un V6 de 225 hp (168 kW) V6 de 3.2 L Alloytec provenit de la Holden.